# Sebastian de Grazia
Sebastian de Grazia (* 11. August 1917 in Chicago, Illinois; † 31. Dezember 2000 in Princeton, New Jersey) war ein US-amerikanischer Politikwissenschaftler, Philosoph, Hochschullehrer und Biograf. Sein Bruder war der Politikwissenschaftler Alfred de Grazia.

## Leben
Sebastian de Grazia wuchs in Chicago auf und studierte und promovierte in  Politikwissenschaften an der University of Chicago. Während des Zweiten Weltkrieges dient er beim Office of Strategic Services als Analyst. Von 1962 bis 1988 unterrichtete er als Professor für Politische Philosophie an der Rutgers University.
Mit seinem 1964 erschienenen Buch Of Time, Work and Leisure machte de Grazia auf den Mangel an Freizeit und Muße in modernen Industriegesellschaften aufmerksam. Aufsehen erregte er auch nach seiner Emeritierung, als er 1989 mit Machiavelli in Hell eine Biografie über Niccolò Machiavelli veröffentlichte. Es wurde für seine „kunstfertige Struktur, schöne Schreiben und die jene Art der Originalität, die man nur durch Genauigkeit und Gründlichkeit bekommt“, gelobt. Ein Jahr später wurde er mit dem Pulitzer-Preis für die Beste Biografie oder Autobiografie ausgezeichnet.
Am Sonntag, dem 31. Dezember 2000, verstarb de Grazia im Alter von 83 Jahren an einem Herzinfarkt während eines abendlichen Spazierganges. Er war in seinem Leben dreimal verheiratet, mit Miriam Carlson, Anna-Maria d’Annunzio und zuletzt mit Lucia Heffelfinger. Mit seinen ersten beiden Frauen hatte er fünf Kinder, vier Söhne und eine Tochter. Seine verbliebene Frau verstarb ein Jahr später.

## Werk
- The Political Community (1948)
- Errors of Psychotherapy (1952)
- Of Time, Work and Leisure (1962)
- Machiavelli in Hell, Vintage 1989, ISBN 978-0-679-74342-2
- A Country With No Name: Tales from the Constitution, Vintage 1997, ISBN 978-0-679-74422-1